# Orthokompakter Raum
Ein orthokompakter Raum ist im mathematischen Teilgebiet der Topologie eine Verallgemeinerung des kompakten Raumes.

## Definition
Eine Familie von Teilmengen eines topologischen Raumes, für die für jeden Punkt des Raumes der Schnitt der diesen enthaltenden Teilmengen der Familie offen ist, wird innererhaltende Familie (oder Q-Familie) genannt. Ein topologischer Raum, für den für jede (abzählbare) offene Überdeckung eine innererhaltende offene Verfeinerung existiert, wird (abzählbar) orthokompakt genannt.

## Eigenschaften
- Kompakte Räume sind orthokompakt. Das folgt daraus, dass eine endliche Teilüberdeckung insbesondere innererhaltend ist.
- (Abzählbar) metakompakte Räume sind (abzählbar) orthokompakt. Das folgt daraus, dass punktendliche Verfeinerung insbesondere innererhaltend sind.
- (Abzählbar) parakompakte Räume sind (abzählbar) orthokompakt. Das folgt daraus, dass lokalendliche Verfeinerung insbesondere innererhaltend sind.
- Abgeschlossene Unterräume von orthokompakten Räumen sind orthokompakt.
- Jeder orthokompakte Raum ist abzählbar orthokompakt. Das folgt daraus, dass jede abzählbare offene Überdeckung insbesondere eine offene Überdeckung ist.
- Jeder abzählbar orthokompakte Lindelöf-Raum ist orthokompakt. Das folgt daraus, dass in Lindelöf-Räumen für jede offene Überdeckung bereits eine abzählbare offene Teilüberdeckung existiert.
- Für einen orthokompakten Raum {\displaystyle X} ist {\displaystyle X\times [0,1]} genau dann orthokompakt, wenn {\displaystyle X} abzählbar metakompakt ist.[1]
- P-Räume sind abzählbar orthokompakt.[2] Das folgt direkt daraus, dass jede abzählbare offene Überdeckung eines P-Raumes innererhaltend ist.
- Räume mit Alexandroff-Topologie sind orthokompakt.[2] Das folgt direkt daraus, dass jede offene Überdeckung eines Raumes mit Alexandroff-Topologie innererhaltend ist.